# Timothy Radcliffe
Timothy Peter Joseph Radcliffe, OP (* 22. srpna 1945 Londýn) je anglický římskokatolický řeholník, teolog a kněz, od roku 2024 kardinál.

## Život
Do dominikánského řádu vstoupil ve 20 letech roku 1965, po studiích na St John's College v Oxfordu. V roce 1971 byl vysvěcen na kněze a následně začal na Oxfordu vyučovat Písmo svaté. Roku 1988 byl zvolen provinciálem anglické provincie dominikánského řádu, roku 1992 generálním magistrem celého řádu a jako takový byl i velkým kancléřem Papežské univerzity svatého Tomáše Akvinského (Angelica). Po skončení tohoto úřadu v roce 2001 si vzal sabatický rok a po něm začal působit jako řadový dominikán v Oxfordu. Roku 2003 získal čestný doktorát teologie Oxfordské univerzity. se členem poradního sboru Las Casas Institute, který se zabývá otázkami lidské důstojnosti a sociální nauky církve. Roku 2014 se stal ředitelem institutu, roku 2015 členem Papežské rady Justitia et pax. 

### Kardinálská kreace
V neděli 6. října 2024 papež papež František oznámil, že na 8. prosince 2024 svolá konzistoř, v níž bude jmenovat 21 nových kardinálů a mezi nimi také P. Radcliffa.

## Dílo (překlady do češtiny)
- Radcliffe, Timothy, Nazývám vás přáteli, Kostelní Vydří : Karmelitánské nakladatelství ; Praha : Krystal OP, 2002, ISBN 80-7192-679-5 a ISBN 80-85929-52-X
- Radcliffe, Timothy, Medvěd a mniška, Kostelní Vydří : Karmelitánské nakladatelství - Praha : Krystal OP, 2004, ISBN 80-7192-845-3 a ISBN 80-85929-64-3
- Radcliffe, Timothy, Sedm posledních slov, Praha : Krystal OP, 2006, ISBN 80-85929-82-1
- Radcliffe, Timothy, Proč být křesťan?, Praha : Krystal OP, 2017, ISBN 978-80-7575-009-9
- Radcliffe, Timothy, Ponoř se! : žít svůj křest a biřmování, Praha : Krystal OP, 2017, ISBN 978-80-7575-023-5
- Radcliffe, Timothy, Křížová cesta : pro věřící i nevěřící, Praha : Karmelitánské nakladatelství, 2019, ISBN 978-80-7566-093-0
- Radcliffe, Timothy, Proč chodit do kostela? : drama eucharistie, Praha : Krystal OP, 2019, ISBN 978-80-7575-041-9
- Radcliffe, Timothy, Být živí v Bohu : křesťanská imaginace, Praha : Krystal OP, 2022, ISBN 978-80-7575-142-3